# (15663) Periphas
(15663) Periphas ist ein Asteroid aus der Gruppe der Jupiter-Trojaner. Damit werden Asteroiden bezeichnet, die auf den Lagrange-Punkten auf der Bahn des Jupiter um die Sonne laufen.
(15663) Periphas wurde am 29. September 1973 von den niederländischen Astronomen Cornelis Johannes van Houten, Ingrid van Houten-Groeneveld und Tom Gehrels am Palomar-Observatorium entdeckt. Er ist dem Lagrangepunkt L4 zugeordnet.
Der Asteroid ist nach dem mythologischen griechischen Helden Periphas benannt, der während des Trojanischen Krieges vom auf Seiten der Trojaner kämpfenden Kriegsgott Ares getötet wurde.